# Ramna, Caraș-Severin
Ramna este satul de reședință al comunei cu același nume din județul Caraș-Severin, Banat, România.

## Personalități
- Iosif Popa (1878 - ?), deputat în Marea Adunare Națională de la Alba Iulia 1918, preot